# Сидорова (Ленинское сельское поселение)
Сидорова — деревня в Кудымкарском районе Пермского края. Входила в состав Ленинского сельского поселения. Располагается на левом берегу реки Нердвы южнее от города Кудымкара. Расстояние до районного центра составляет 39 км. По данным Всероссийской переписи населения 2010 года, в деревне проживал 21 человек (10 мужчин и 11 женщин).

## История
По данным на 1 июля 1963 года, в деревне проживало 85 человек. Населённый пункт входил в состав Ленинского сельсовета.